# Helleborus viridis
Helleborus viridis (L., 1753), comunemente noto come elleboro verde è una pianta appartenente alla famiglia delle Ranunculaceae, originaria dell'Europa centro-meridionale.Presente anche sul Carso triestino

## Etimologia
La prima riorganizzazione moderna del genere Helleborus è stata attribuita dal botanico francese Joseph Pitton de Tournefort (Aix-en-Provence, 5 giugno 1656 – Parigi, 28 dicembre 1708). Il nome usato già nell'antichità dal botanico Dioscoride è formata dall'unione di due parole greche il cui significato finale è: pietanza, nutrimento o cibo mortale. L'epiteto specifico viridis fa riferimento al colore del fiore.

Il binomio scientifico attualmente accettato (Helleborus viridis) è stato proposto da Carl von Linné (Rashult, 23 maggio 1707 – Uppsala, 10 gennaio 1778) biologo e scrittore svedese, considerato il padre della moderna classificazione scientifica degli organismi viventi, nella pubblicazione Species Plantarum del 1753.

In lingua tedesca questa pianta si chiama Grüne Nieswurz; in francese si chiama Ellébore vert; in inglese si chiama Green Hellebore.

## Descrizione

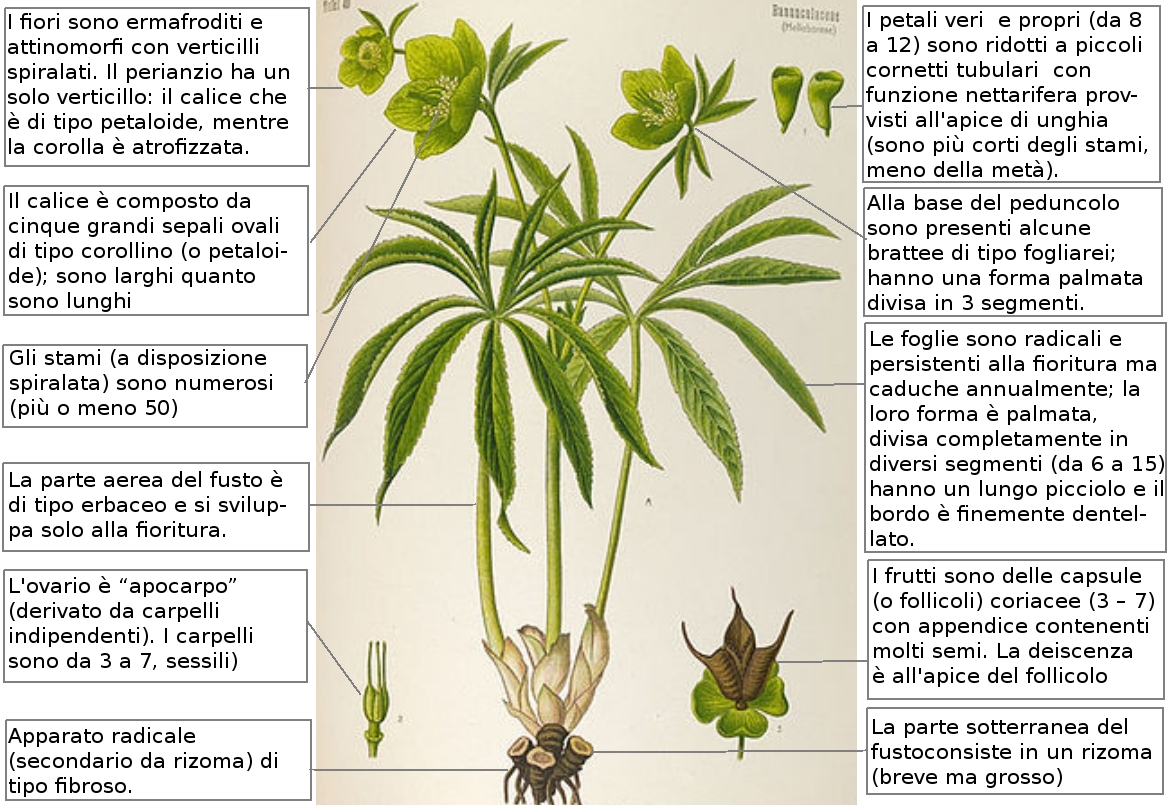
Descrizione delle parti della pianta

Sono piante erbacee perenni la cui altezza totale varia da 10 a 40 cm. La forma biologica di questa pianta è geofita rizomatosa (G rhiz), ossia possiede un rizoma, che ogni anno, dalle gemme, produce nuove radici e fusti avventizi.

### Radici
L'apparato radicale (secondario da rizoma) è fibroso.

### Fusto
- Parte ipogea: la parte sotterranea consiste in un rizoma (breve ma grosso) di colore bruno dal quale partono alcuni scapi (1 o 2) in genere fertili.
- Parte epigea: la parte aerea è di tipo erbaceo e si sviluppa solo alla fioritura.

### Foglie

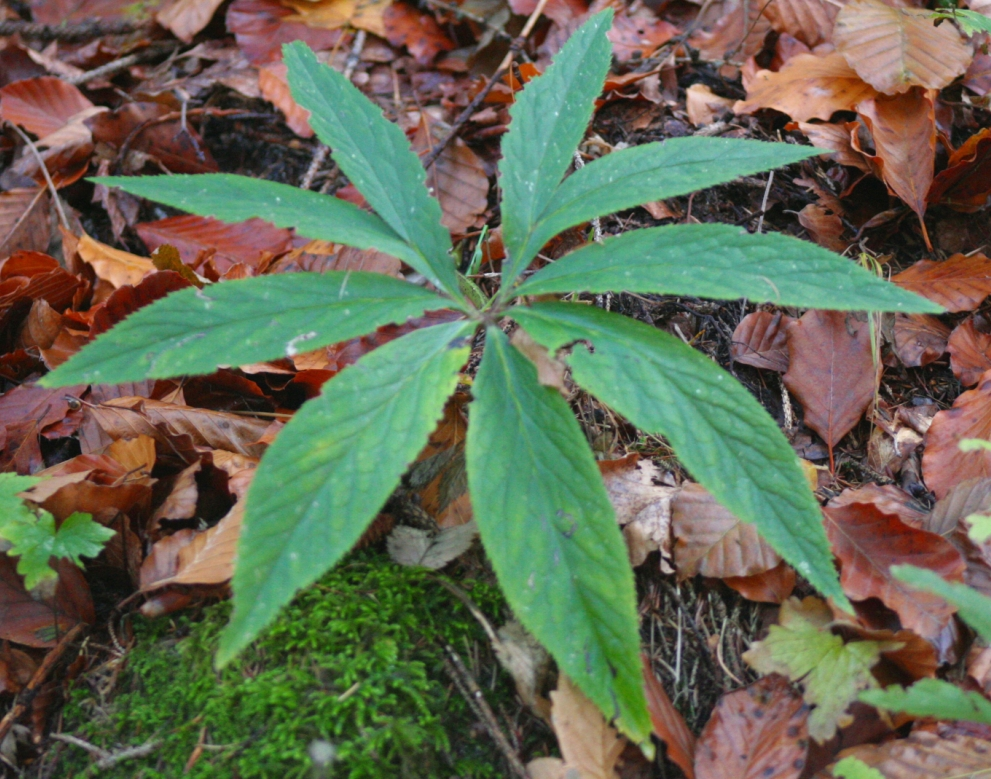
Foglia radicale Località: Melere, Trichiana (BL), 843 m s.l.m. - 27/10/2007
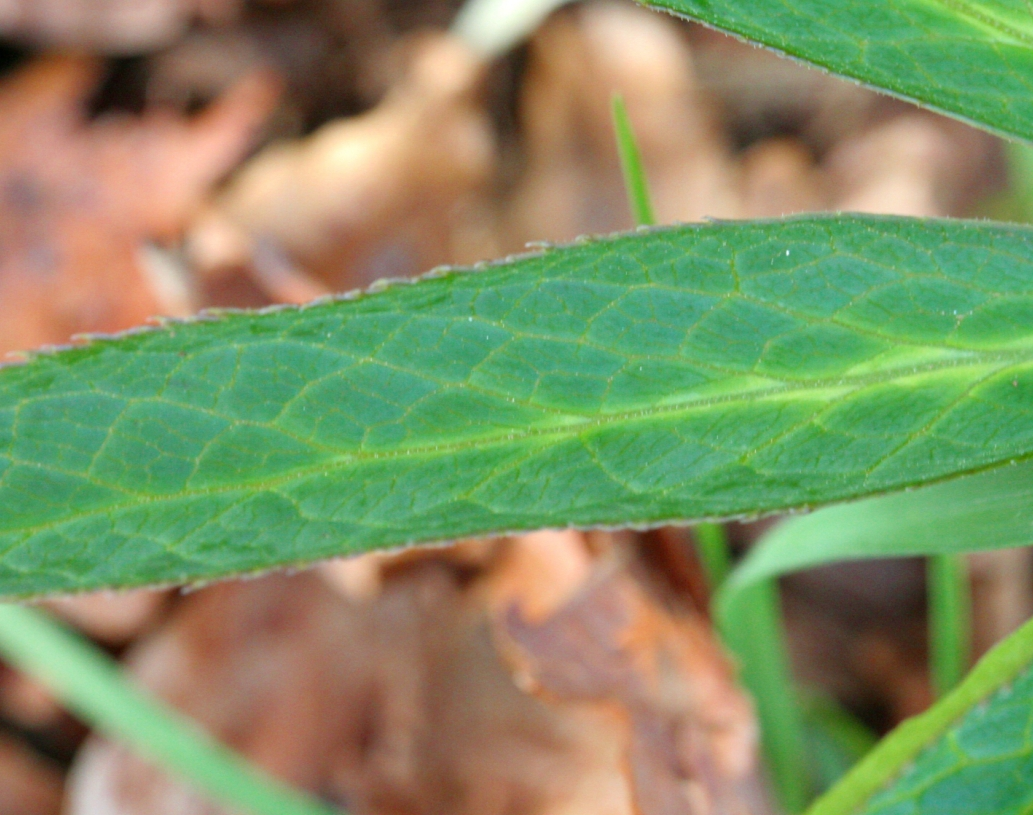
Segmento di una foglia Località: Noal, Trichiana (BL), 514 m s.l.m. - 13/03/2008

- Foglie basali: le foglie principali sono radicali e persistenti alla fioritura, ma caduche annualmente; la loro forma è palmata, divisa completamente in diversi segmenti (da 6 a 15); hanno un lungo picciolo e il bordo è finemente dentellato fino a circa 1/3 dalla base. La pagina inferiore è glabra e percorsa da nervi poco sporgenti. Il colore è verde smeraldo scuro. Globalmente possono avere fino a 40 cm di larghezza. Dimensione dei segmenti: larghezza 1,5 – 4,2 cm; lunghezza 6 – 21 cm.
- Foglie cauline: quelle caulinari sono ridotte a brattee fogliacee.

In questo tipo di pianta le foglie basali si sviluppano tardi rispetto alla fioritura; in realtà il fabbisogno energetico (CO2) durante le fasi iniziali della fioritura è dato dall'apporto fotosintetico dei sepali i quali forniscono oltre il 60% del fabbisogno energetico globale della pianta. Inoltre nei frutti a maturazione si attivano dei meccanismi di riduzione della perdita di carbonio migliorando ulteriormente il bilancio globale di questo importante elemento.

### Fiore

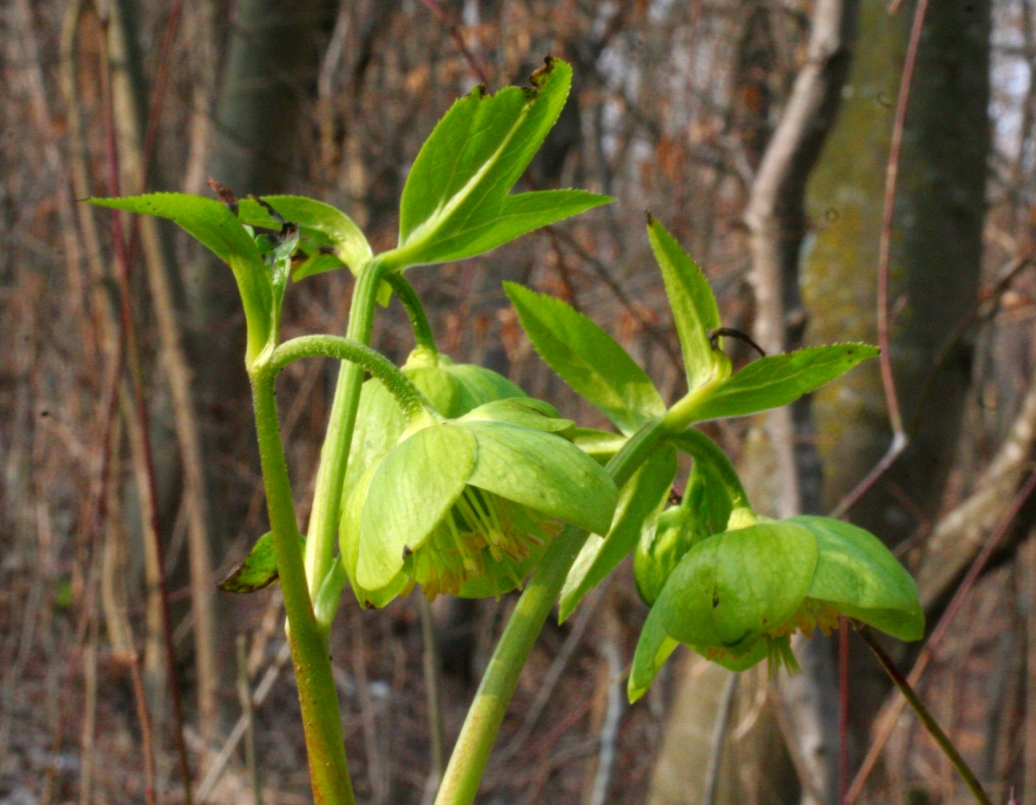
Infiorescenza Località: Le Laste, Limana (BL), 661 m s.l.m. - 26/03/2008
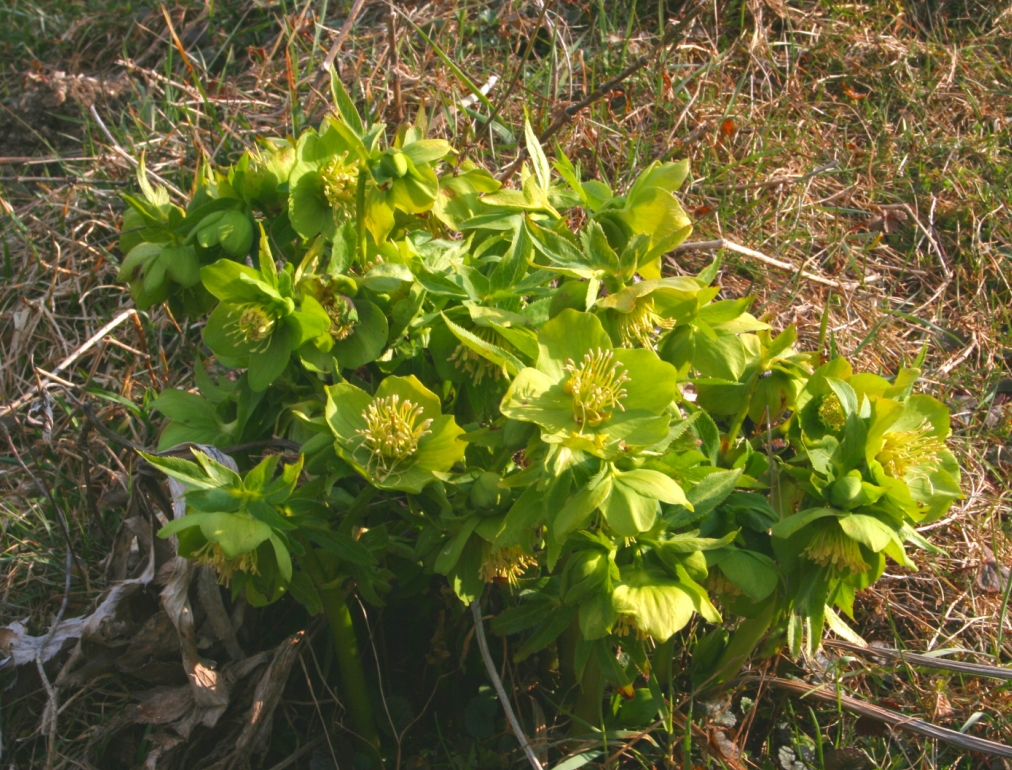
Infiorescenza Località: Valmorel, Limana (BL), 800 m s.l.m. - 05/04/2008
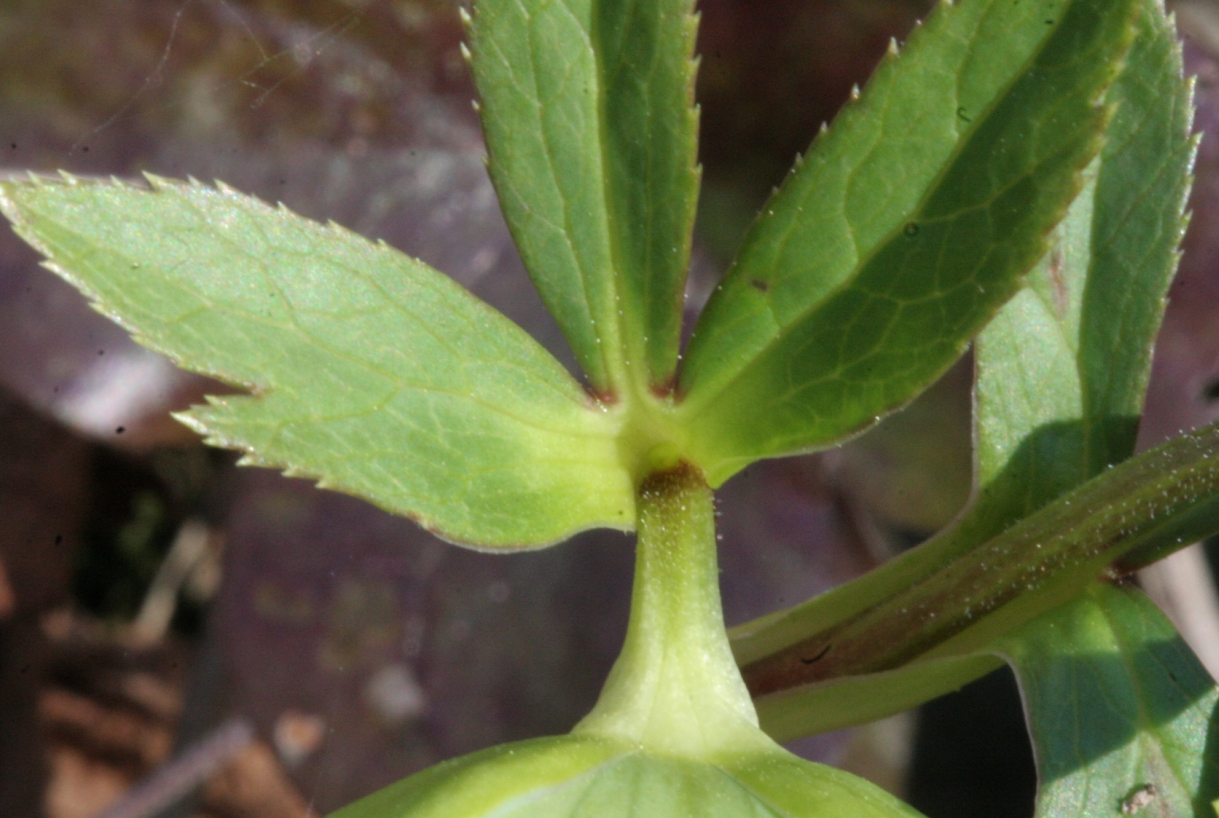
Brattea del fiore Località: Pianezze, Trichiana (BL), 859 m s.l.m. - 07/02/2008

Ogni pianta di H. viridis porta alcuni grandi fiori peduncolati. Alla base del fiore sono presenti alcune brattee di tipo fogliare le cui dimensioni sono comunque minori dei fiori stessi; hanno una forma palmata divisa in almeno 3 segmenti. Quello centrale è intero, mentre i due laterali a loro volta possono essere divisi in segmenti lanceolati. Lunghezza dei peduncoli : 2 – 5 cm.

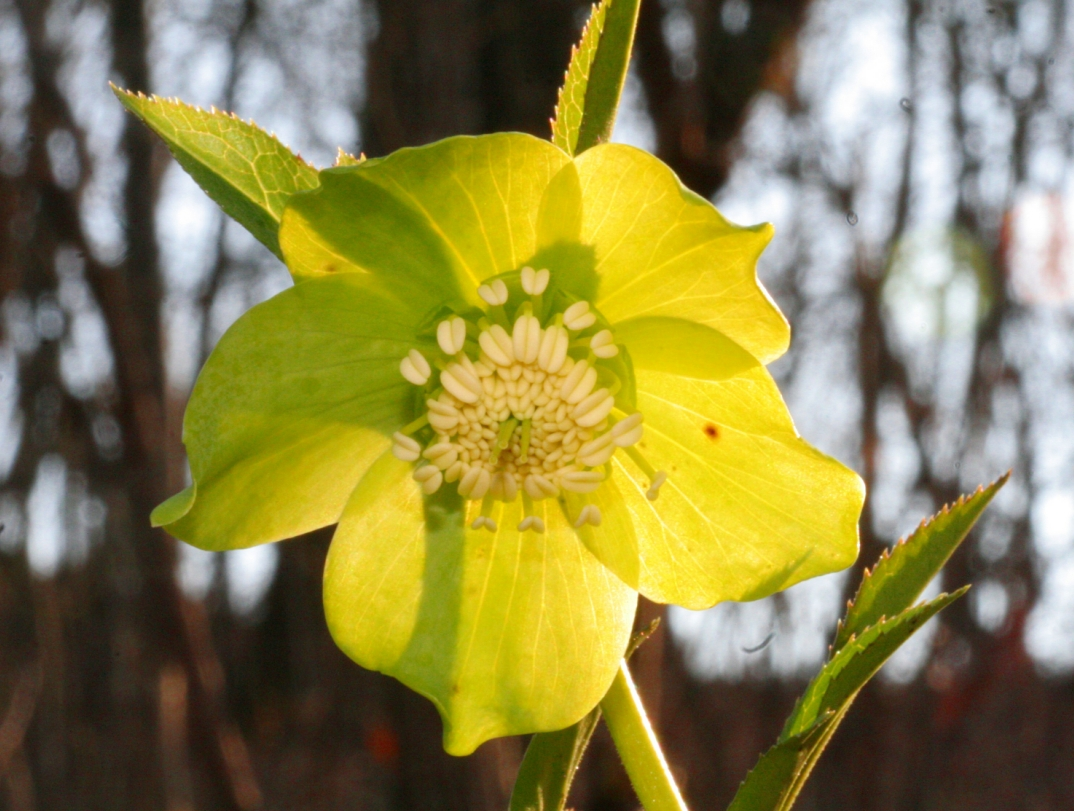
Il fiore Località: Madonna del Parè, Limana (BL), 474 m s.l.m. - 06/03/2008
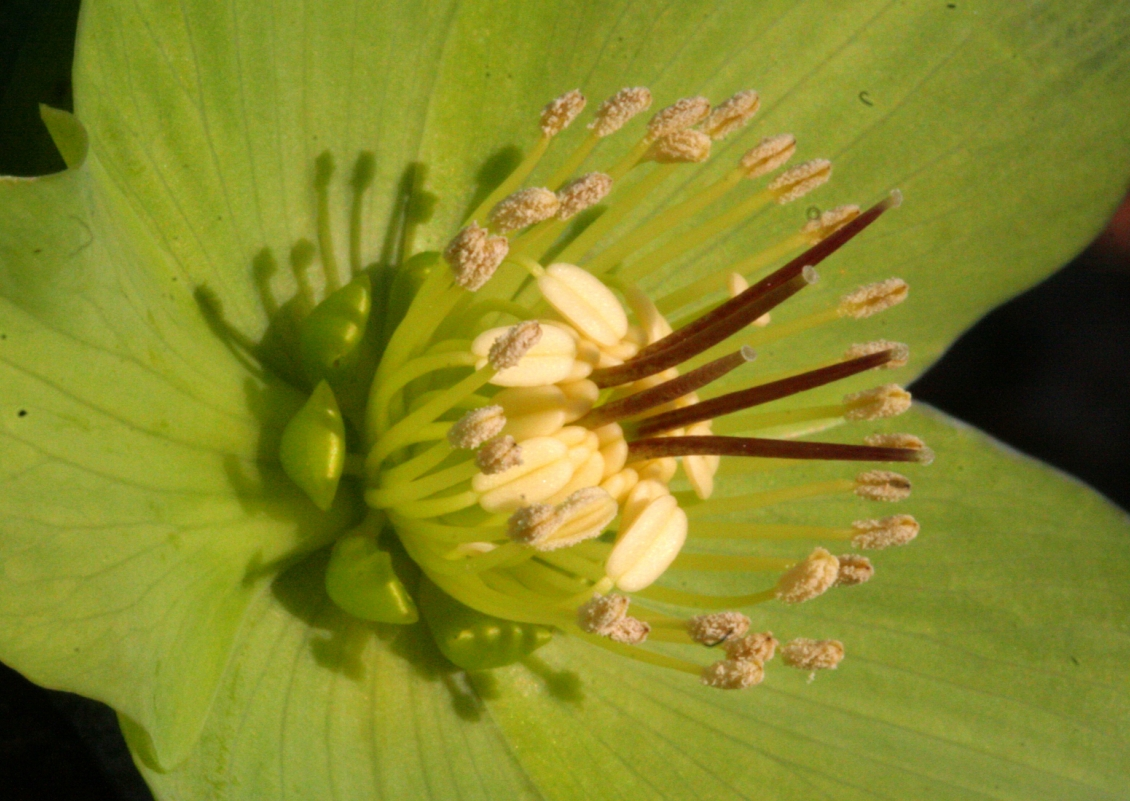
Calice e corolla Località: Madonna del Parè, Limana (BL), 474 m s.l.m. - 06/03/2008
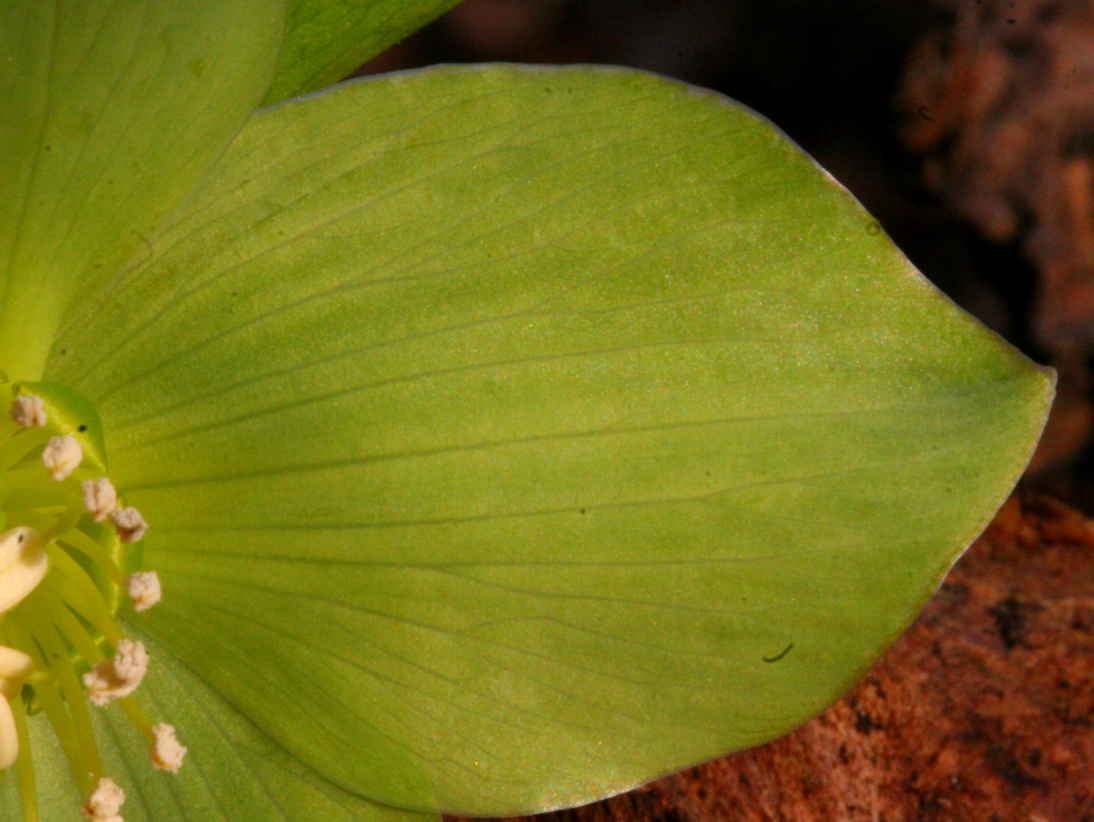
Sepalo Località: Madonna del Parè, Limana (BL), 474 m s.l.m - 06/03/2008
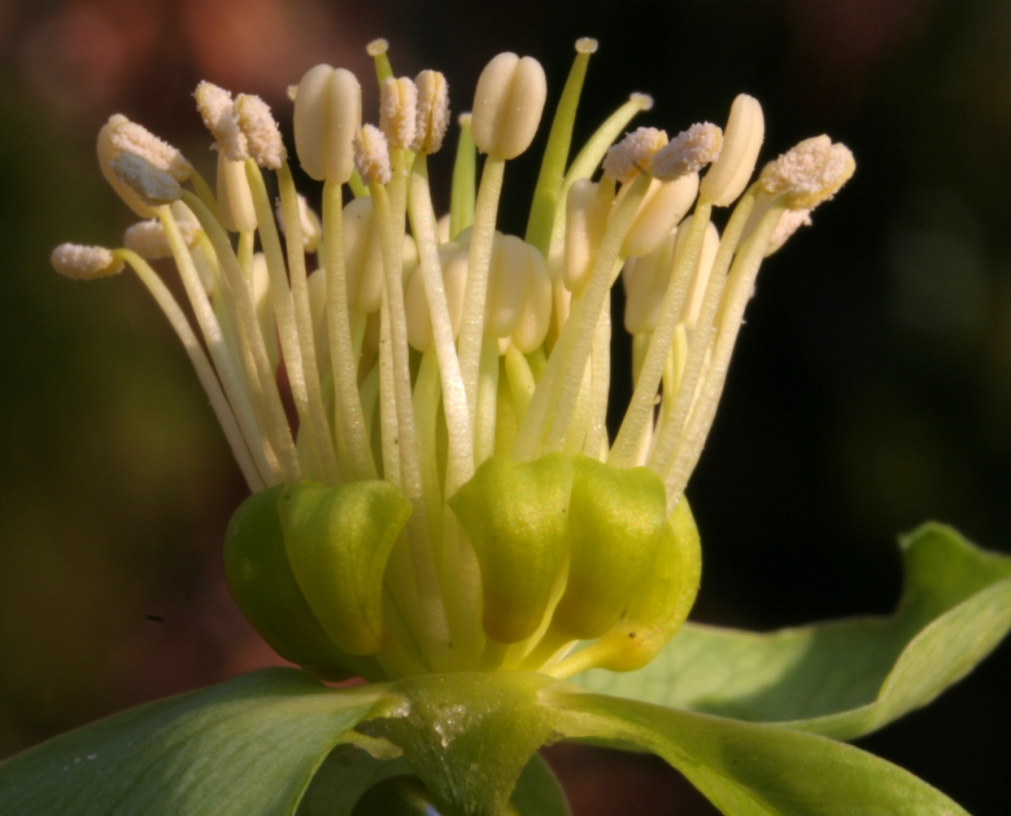
Stami Località: Madonna del Parè, Limana (BL), 474 m s.l.m - 17/02/2009
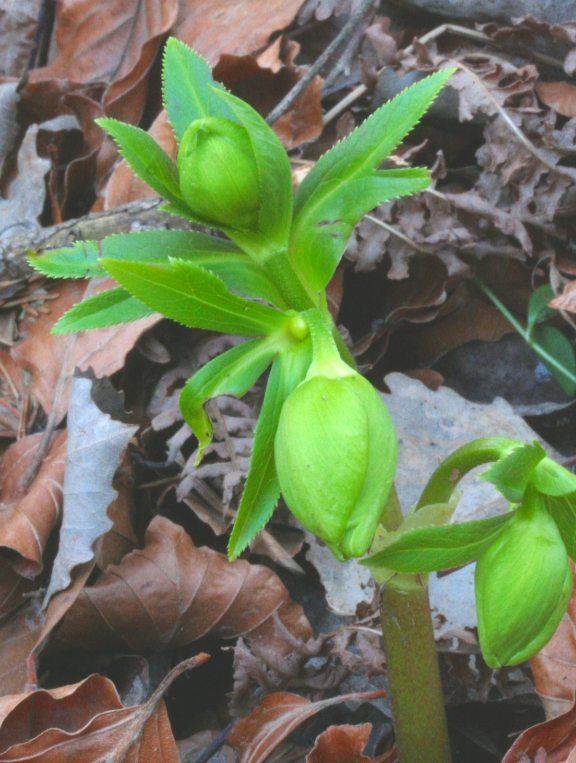
Bocciolo Località: Pianezze, Trichiana (BL), 859 m s.l.m. - 27/01/2008
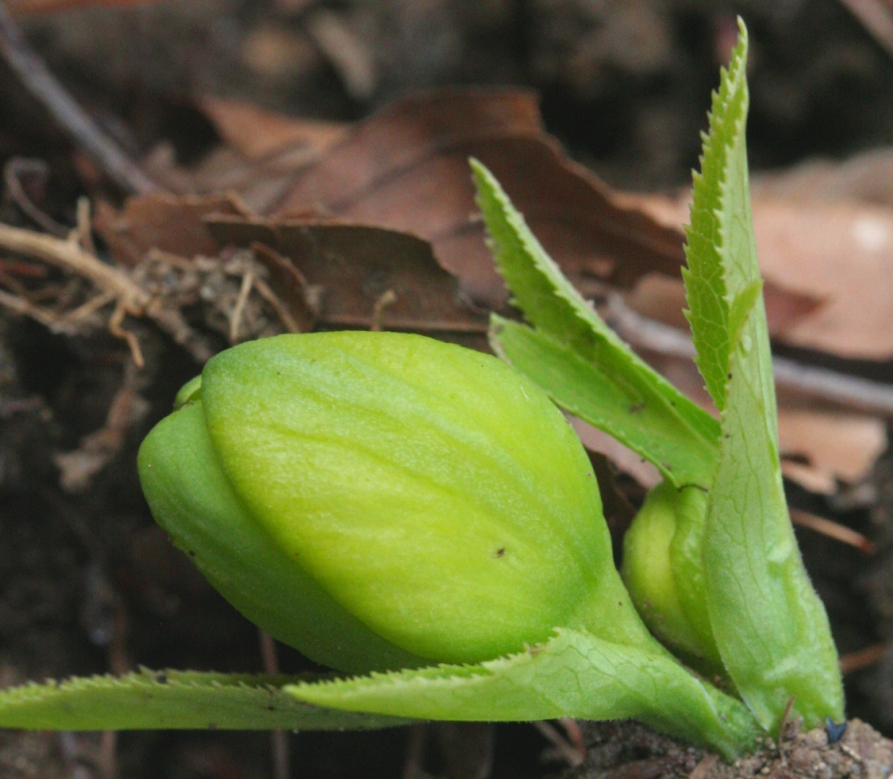
Bocciolo Località: Pianezze, Trichiana (BL), 859 m s.l.m. - 29/01/2009

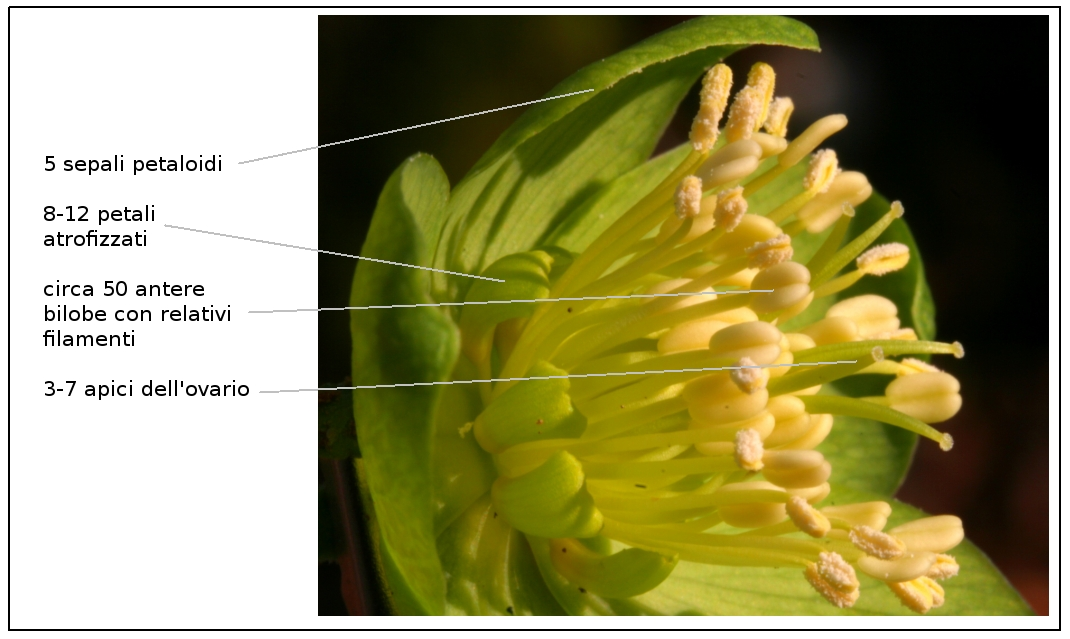
Descrizione delle parti del fiore

I fiori sono ermafroditi e attinomorfi con verticilli spiralati. Il perianzio ha un solo verticillo (perianzio “aploclamidato”): il calice che è di tipo petaloide, mentre la corolla è atrofizzata o molto ridotta. Le strutture rimanenti (androceo e gineceo) sono perlopiù a disposizione spiralata. Questa morfologia degli “ellebori” è probabilmente la forma più arcaica nell'ambito della famiglia delle Ranunculaceae. Il colore dei fiori è verdognolo (con riflessi giallognoli). Dimensione del fiore: 3.5 – 5 cm.
- Formula fiorale:

* K 5, C 5, A molti G 3-7
- Calice: il calice è composto da cinque grandi sepali ovali di tipo corollino (o petaloide); sono larghi quanto sono lunghi, la forma è quindi largamente ellittica o sub-rotonda. Il bordo dei sepali è auto-ricoprente. In questa struttura è possibile osservare il passaggio graduale da brattee a sepali[5]. Larghezza dei sepali : 9 – 20 mm.
- Corolla: i petali veri e propri (da 8 a 12) sono ridotti a piccoli cornetti tubulari con funzione nettarifera (di origine staminale) provvisti all'apice di un'unghia (sono più corti degli stami, meno della metà). Sono verdi come i sepali.
- Androceo: gli stami (a disposizione spiralata) sono molto numerosi (più o meno una cinquantina), bilobi e colorati di giallognolo.
- Gineceo: l'ovario è supero e “apocarpo” (derivato da carpelli indipendenti). I carpelli sono da 3 a 7, sessili e disposti in modo spiralato anche questi, ma indipendenti tra di loro.
- Fioritura: la fioritura avviene normalmente da febbraio a aprile; in realtà queste piante, in condizioni opportune, possono fiorire in pieno inverno tra dicembre e gennaio e comunque fino a aprile.

### Frutti

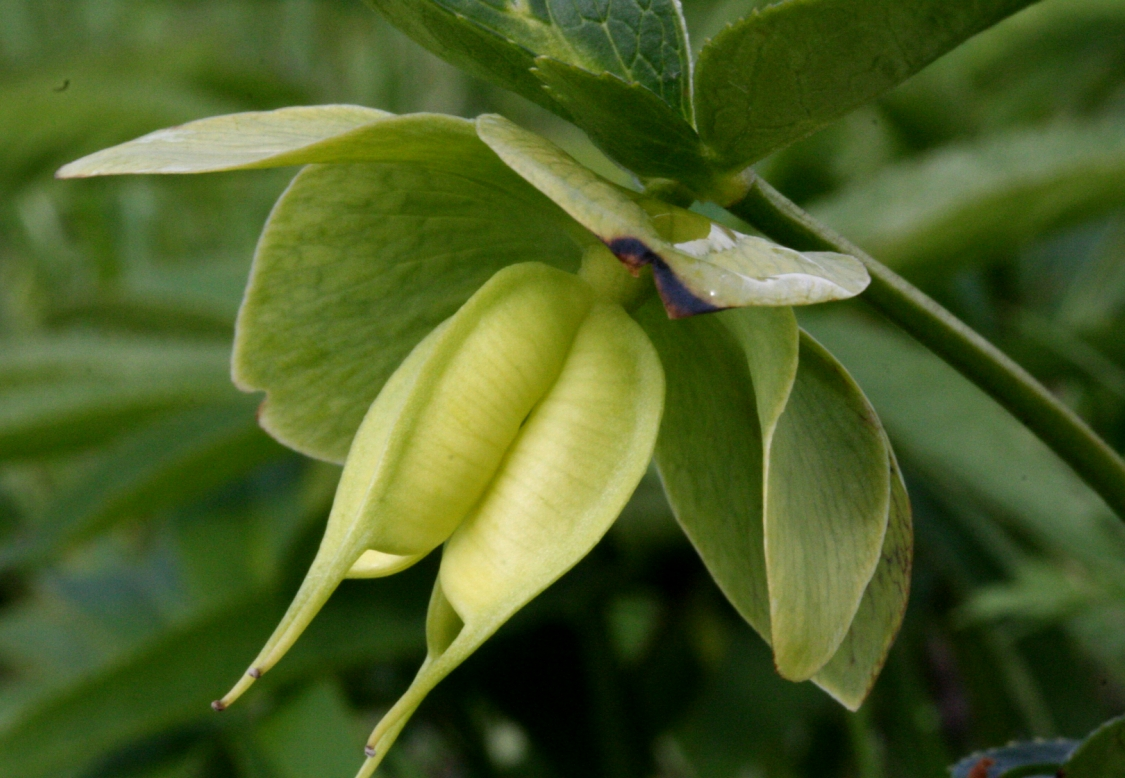
Il frutto Località: Borghetto, Mel (BL), 401 m s.l.m. - 01/04/2007
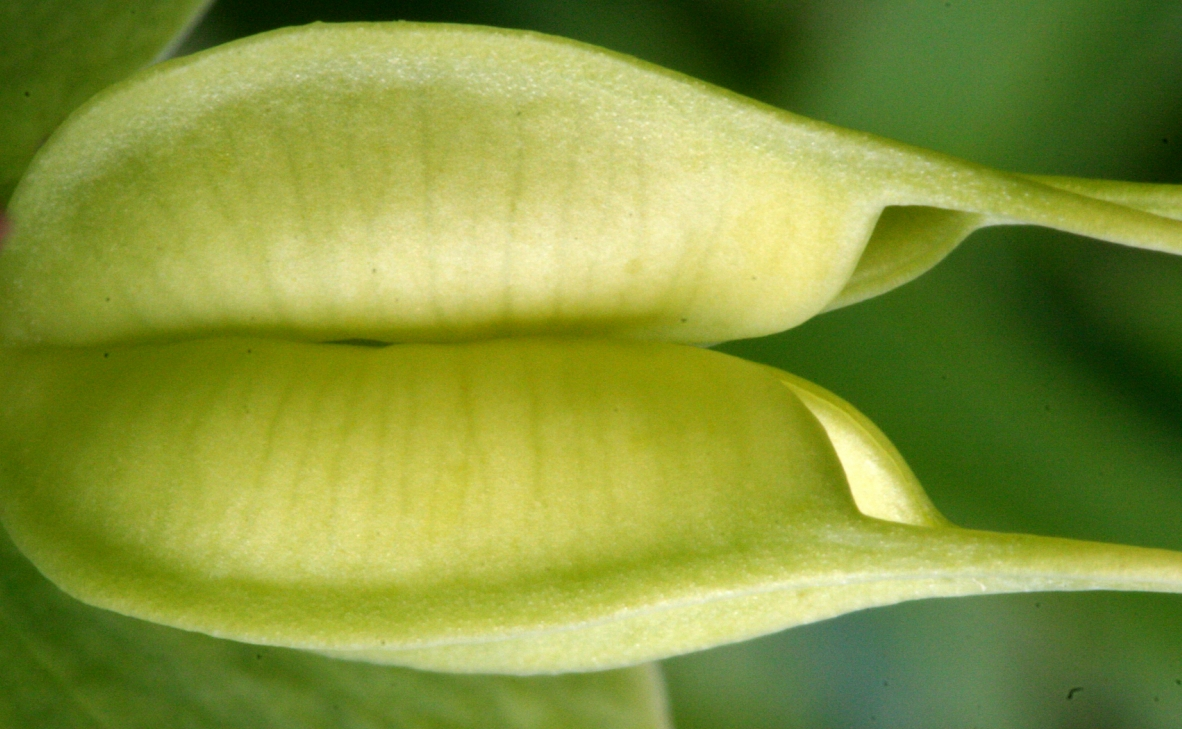
Il frutto Località: Borghetto, Mel (BL), 401 m s.l.m. - 01/04/2007

I frutti sono delle capsule (o follicoli) coriacee (3 – 7) con appendice contenenti molti semi. La deiscenza è all'apice del follicoli. I semi hanno un colore nero ma brillante. Lunghezza del follicoli (senza appendice) : 25 – 28 mm. La lunghezza dell'appendice è lunga ¼ – 1/3 del follicolo stesso.

## Riproduzione
La riproduzione di questa pianta avviene per via sessuata grazie all'impollinazione degli insetti pronubi in quanto è una pianta provvista di nettare (impollinazione entomogama).

## Distribuzione e habitat

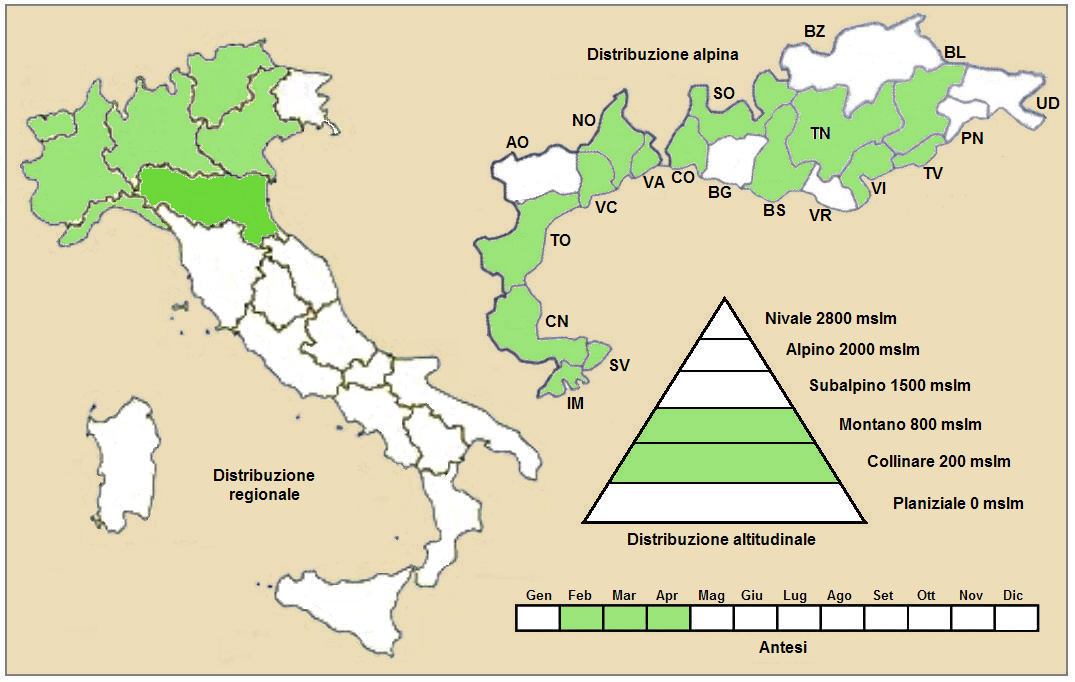
Distribuzione della pianta

- Geoelemento: il tipo corologico (area di origine) è Subatlantico oppure altrimenti definito Europeo.
- Diffusione: in Italia questa pianta è presente solo al nord e in Toscana. In particolare sull'arco alpino si trova nelle seguenti province: CN TO VC BI NO VA SO CO BG BS TN VI BL UD. Fuori dall'Italia, sui rilievi europei, si trova nelle seguenti aree: Vosgi, Foresta Nera, Pirenei e Massiccio Centrale.
- Habitat: l'habitat tipico di queste piante sono i boschi cedui, boschi sub-mediterranei non molto folti o margini delle siepi; ma anche tagli forestali o bordo dei sentieri. Il substrato preferito è calcareo oppure calcare-siliceo, con un terreno a pH basico-neutro e valori nutrizionali e di umidità medi.
- Diffusione altitudinale: sui rilievi queste piante si possono trovare fino a 1600 m s.l.m.; frequentano quindi i seguenti piani vegetazionali: collinare e montano.

## Fitosociologia
Dal punto di vista fitosociologico la specie di questa scheda appartiene alla seguente comunità vegetale:
Formazione : comunità forestali
Classe : Carpino-Fagetea
Ordine : Fagetalia sylvaticae
Alleanza : Fagion sylvaticae

## Tassonomia

### Variabilità
Sul territorio italiano sono presenti due sottospecie:
- Helleborus viridis L. subsp. viridis : le foglie sono pubescenti; la larghezza dei segmenti raggiunge 1/6 o ¼ della loro lunghezza; i bordi sono dentellati in modo poco evidente. Il diametro dei fiori è tra i 4 – 5 cm. La diffusione di questa sottospecie è limitata alle Alpi Occidentali e centrali e agli Appennini settentrionali.
- Helleborus viridis L. subsp. occidentalis (Reuter) Schiffner (1890) : le foglie sono glabre e i segmenti sono più stretti ed hanno una dentellatura più profonda (fino a 1/3 dello spessore della lamina). Il diametro dei fiori è lievemente minore (3,5 – 4 cm). L'area di diffusione di questa sottospecie è abbastanza simile alla sottospecie viridis, ma risulta molto più rara.

Qui sono indicate altre categorie sottospecifiche che non sono presenti in Italia:
- Helleborus viridis L. subsp. istriacus (Schiffner) G. Cristofolini & A.L. Zanotti (1994)
- Helleborus viridis L. var. occidentalis (Reuter) Nyman (1878)
- Helleborus viridis L. var. personatus (Masclef) Rouy & Foucaud in Rouy (1893)
- Helleborus viridis L. var. stenophyllus Rouy & Foucaud in Rouy (1893)
- Helleborus viridis L. var. subalpinus Gave in Magnier (1891)
- Helleborus viridis L. var. thibetanus (Franch.) Finet & Gagnep. (1904)

### Ibridi
La specie di questa scheda facilmente si ibrida con altre specie dello stesso genere (Helleborus odorus E. & K. e Helleborus bocconei) e con le quali forma un gruppo legato da grandi affinità.
Con la specie Helleborus foetidus la pianta di questa scheda forma il seguente ibrido interspecifico: Helleborus × jordanii Pagès (1914).

### Sinonimi
La specie di questa scheda ha avuto nel tempo diverse denominazioni. L'elenco che segue indica alcuni tra i sinonimi più frequenti:
- Helleboraster viridis ((L.) Moench, 1794)
- Helleborus multifidus Vis. subsp. laxus (Host) Martinis in Trinajstic
- Helleborus laxus (Host, 1831)
- Helleborus bocconei (E. Fourn., 1875), non Ten.
- Helleborus occidentalis (Reuter, 1869)
- Helleborus pallidus (Host, 1831)
- Helleborus personatii (Masclef, 1889)

### Specie simili
Le specie più simili a H.viridis sono ovviamente quelle appartenenti al gruppo citato da Pignatti (vedi paragrafo Ibridi). Si distinguono comunque per le foglie con segmenti più profondamente divisi e la dentatura del bordo più marcata e irregolare (Helleborus bocconei) e per i fiori più grandi e odorosi (Helleborus odorus). Le due specie citate occupano comunque anche areali lievemente diversi: centro e sud Italia, la prima, nord-est e Appennini settentrionali, la seconda, anche se per quest'ultima sembra che in Italia sia presente solamente una sua sottospecie (Helleborus odorus subsp. laxus (Host) Merxm. & Podl.).

## Usi

### Farmacia
- Sostanze presenti: queste piante, specialmente nel rizoma, contengono “elleborina” e altre sostanze alcaloidi tossiche e velenose (come del resto buona parte delle Ranunculaceae). Se ingerite in quantità possono provocare vomito, diarrea e arresto cardiaco. Il veleno può essere assorbito anche attraverso la pelle.
- Proprietà curative: le proprietà curative di queste piante, oggi, sono soprattutto concentrate nella veterinaria come violento purgante per gli animali. Anticamente si usavano per le loro proprietà idragoghe (richiamo dell'acqua dai tessuti verso l'apparato intestinale), catartiche (proprietà generiche di purificazione dell'organismo), emmenagoghe (regola il flusso mestruale), anestetiche locali e stimolanti del cuore.
- Parti usate: soprattutto il rizoma.

### Giardinaggio
L'interesse orticolo per questa pianta è minimo. Sono piante di facile coltura; hanno bisogno di un terreno fresco e ben nutrito in posizioni di semi-ombra. Possono essere coltivate anche in vaso.

## Galleria d'immagini

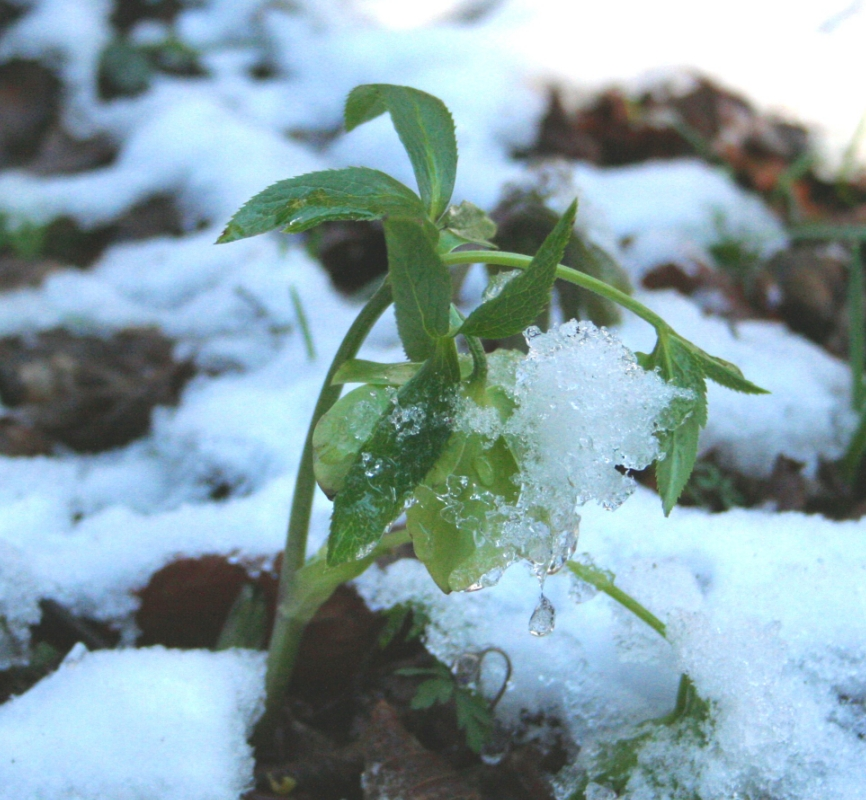
Località: Col di Roanza (BL), 850 m s.l.m. - 03/04/2008
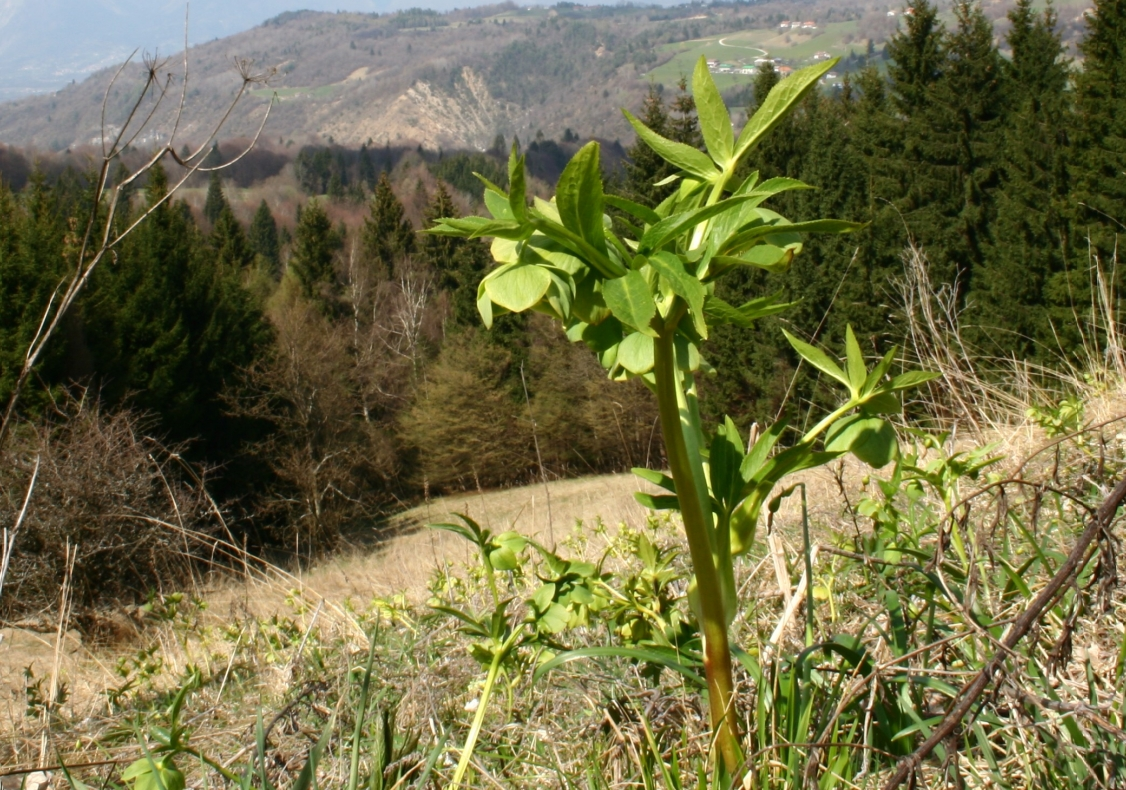
Località: Canal di Limana, Limana (BL), 907 m s.l.m. - 09/04/2007
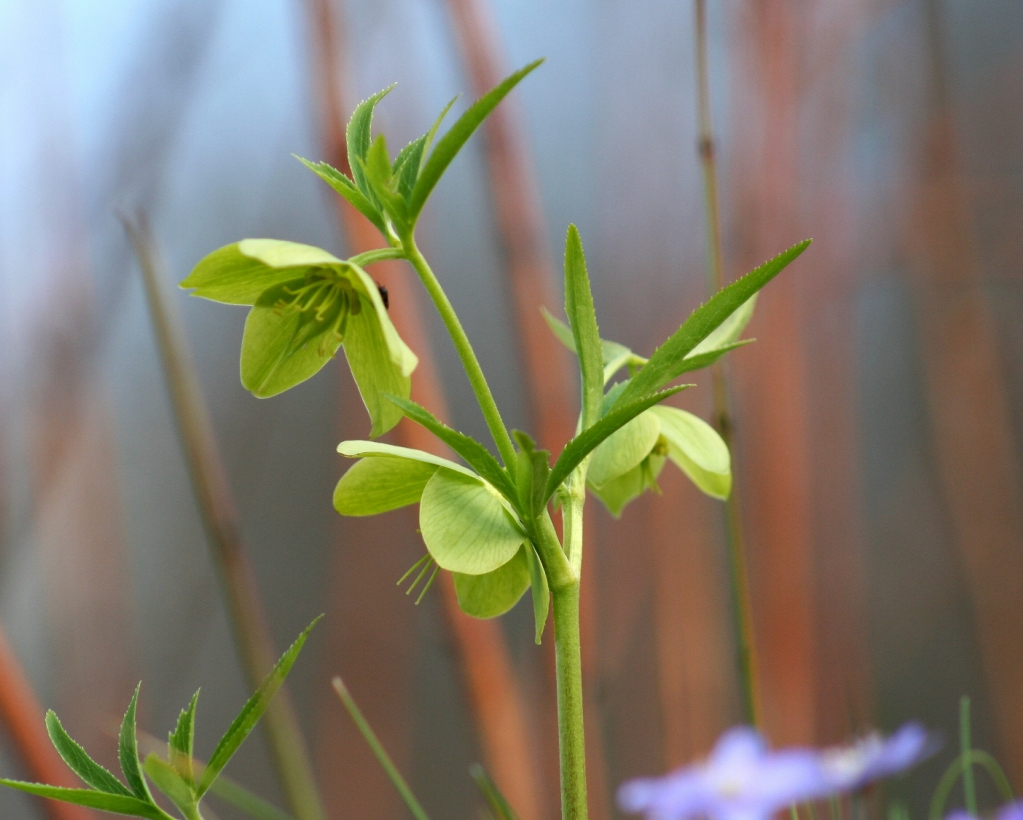
Località: Carve, Mel (BL), 540 m s.l.m. - 10/03/2007
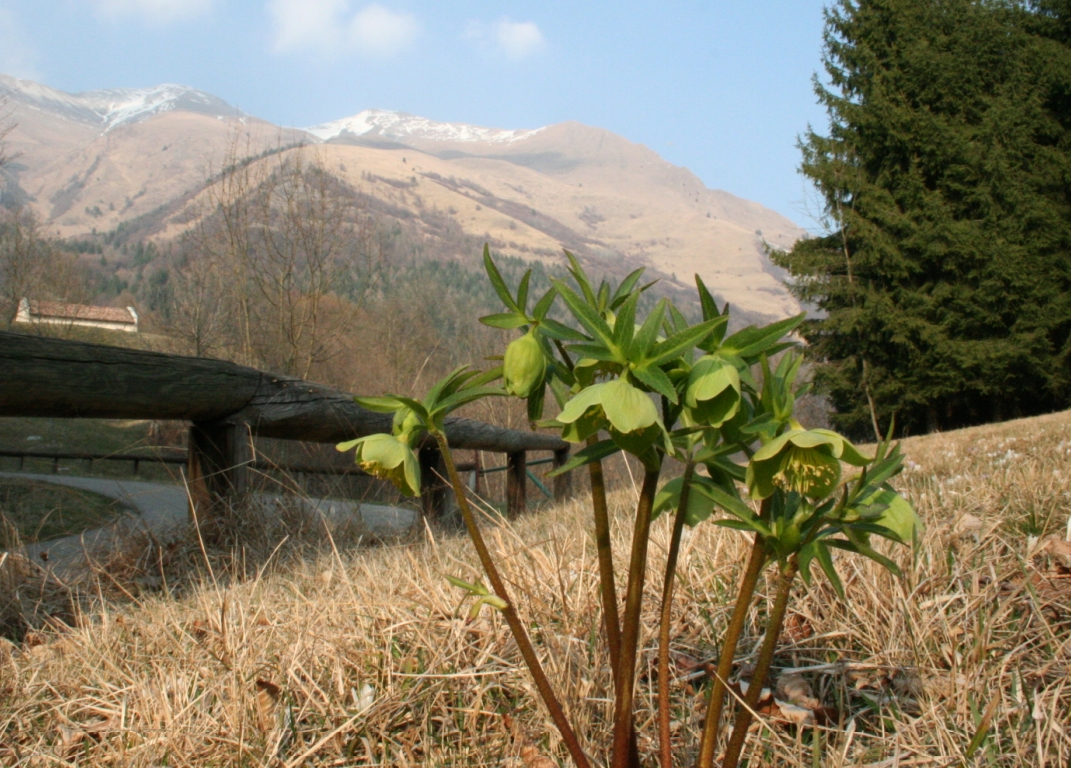
Località: Col di Roanza (BL), 850 m s.l.m. - 15/03/2007